# Спиридович, Александр Иванович
Алекса́ндр Ива́нович Спиридо́вич (5 (17) августа 1873, Кемь — 30 июня 1952, Нью-Йорк) — российский государственный деятель, генерал-майор Отдельного корпуса жандармов, служащий Московского и начальник Киевского охранного отделения, начальник императорской дворцовой охраны.

## Биография
Из потомственных дворян. Сын офицера пограничной стражи Ивана Матвеевича Спиридовича и жены его Анны Александровны, по материнской линии происходившей из рода баснописца Крылова.
Окончил Нижегородский кадетский корпус (1891) и Павловское военное училище (1893), откуда выпущен был подпоручиком в 105-й пехотный Оренбургский полк. Был произведён в поручики. В 1899 году был переведён в Отдельный корпус жандармов, в 1900 году — прикомандирован к Московскому охранному отделению, где служил под началом С. В. Зубатова.
В 1902 году назначен начальником Таврического охранного отделения в Симферополе, а в 1903 году в чине ротмистра вступил в должность начальника Киевского охранного отделения. 13 мая 1903 года арестовал в Киеве руководителя боевой организации эсеров Григория Гершуни. Произведен в подполковники.
28 мая 1905 года был тяжело ранен своим бывшим секретным сотрудником, социал-демократом П. М. Руденко, после чего несколько месяцев провёл на лечении. 26 июня прикомандирован к штату Отдельного корпуса жандармов.
В начале 1906 года откомандирован в распоряжение дворцового коменданта Д. Ф. Трепова и назначен начальником дворцовой Охранной агентуры. В 1907 году организовал охрану царской семьи во время выезда в финские шхеры. За отличие по службе был произведён в полковники.
После убийства П. А. Столыпина в 1911 году привлечён к расследованию по обвинению в непринятии мер охраны председателя Совета министров, и, хотя его карьера считалась уже законченной, не потерял в итоге доверие Николая II и не был освобождён от должности. В 1913 году уголовное дело было прекращено по личному распоряжению Николая II.
Во время Первой мировой войны сопровождал Николая II во всех поездках. В 1915 году был произведён в генерал-майоры за отличие по службе и назначен в распоряжение военного министра. Организовал охрану Николая II в ставке в Могилёве. 15 августа 1916 года назначен ялтинским градоначальником.
Во время Февральской революции прибыл в Петроград, был арестован Временным правительством, содержался в Петропавловской крепости и допрашивался Чрезвычайной следственной комиссией. В начале октября 1917 года освобождён из тюрьмы под денежный залог.
В 1920 году эмигрировал во Францию. Был деятелем Русской монархической партии в Париже. В 1926 году участвовал в качестве делегата от Франции в Российском зарубежном съезде. Во время проживания в эмиграции выступал с многочисленными публичными лекциями по истории российского революционного движения и борьбы с ним, а также с лекциями о членах царской семьи. Опубликовал несколько книг на эти темы и собственные мемуары.
В 1950 году при встрече с американским советологом И. Д. Левином признал подлинным документ, доказывающий, что И. В. Сталин был агентом русской полиции.
В 1950 году переехал в США, где и скончался в 1952 году в возрасте 78 лет.

## Труды
Занимался литературной деятельностью. Автор книги «Великая война и Февральская революция», первой серьёзной исторической работы на данную тему, выдающейся по глубине проработки и качеству материала. Написанию книги помогло то обстоятельство, что в момент революции Спиридович находился в командировке в Петрограде; он оказался не участником, а высокопоставленным, но независимым свидетелем событий. Книга не мемуарная, а историческая (Спиридович работал со свидетелями событий и документами, разобравшись и в тех событиях, о которых в момент революции он не знал); представляет собой редчайший случай, когда историк является не только свидетелем событий, но и лично знает их ключевых участников, а также имеет доступ к конфиденциальной информации. Симпатизируя старому режиму в целом, Спиридович занимает резко критическую позицию по отношению к государственному курсу и государственным деятелям последних лет империи.
В 1914—1916 годах написал книгу «Революционное движение России» в двух частях:
- Российская Социал-Демократическая Рабочая Партия или zip
- Партия Социалистов-Революционеров и её предшественники или zip Книга была напечатана в типографии отдельного корпуса жандармов и предназначалась для служебного использования в полиции, а не для открытой продажи. По одному экземпляру каждой части Спиридович подарил Николаю II. Эти книги являются одними из первых научных трудов по истории партий эсеров и РСДРП.
- История большевизма в России: от возникновения до прихода к власти. Париж. 1922.
  - Переиздание: Москва, Эксмо, Алгоритм, 2005.
  - Переиздание: Айрис-Пресс, 2007. ISBN 5-8112-2802-3.
  - Переиздание: Захаров, 2018. ISBN 978-5-8159-1523-7[2].

Уже в эмиграции написал воспоминания:
- Записки жандарма. — период до 1905 года. Харьков, Изд-во «Пролетарий», 1928
- [militera.lib.ru/memo/russian/spiridovich_ai/index.html «Великая Война и Февральская Революция 1914—1917 гг»]. Нью-Йорк, Всеславянское Издательство, 1960—1962. Переиздана издательством Харвест в 2004.

Кроме того, в эмиграции написал несколько книг на французском:
- Les Dernières années de la Cour de Tsarskoe Selo, Payot, Paris 1928.
- Histoire du terrorisme russe, 1886—1917. Paris, Payot, 1930 (Совместно с Владимиром Лазаревским, переиздание «Революционного движения России» на французском.)
- Raspoutine 1863—1916. 1936 — биография Григория Распутина.

## Адрес в Санкт-Петербурге
Жил в Толстовском доме по адресу: Троицкая улица (ныне ул.Рубинштейна), дом № 15-17 или набережная Фонтанки, дом № 54 в 333 квартире.